# Avellanosa de Muñó
Avellanosa de Muñó – gmina w Hiszpanii, w prowincji Burgos, w Kastylii i León, o powierzchni 36,89 km². W 2011 roku gmina liczyła 119 mieszkańców.